# Evgenia Dodina
Evgenia Dodina (en hébreu : יבגניה דודינה, en russe : Евгения Додина), aussi Jenya Dodina, née à Mogilev (Union soviétique) le 10 décembre 1964, est une actrice israélienne.

## Filmographie

### Au cinéma
- 1986 : Poyezdki na starom avtomobile de Piotr Fomenko
- 1989 : Navazhdenie d'Olga Rozovskaya (court métrage) : voix
- 1996 : Sainte Clara (Clara Hakedosha) d'Ari Folman et Ori Sivan : la mère de Clara
- 1996 : Sof Hamis'chak de Yoni Darmon : Masha
- 1997 : Kitzur Toldot Haohavim d'Isaac Zepel Yeshurun : Nastasia
- 1998 : Zirkus Palestina d'Eyal Halfon : Marianna Stasenko
- 1998 : Gentila d'Agur Schiff : la mère de Gentila
- 1999 : Zman Avir d'Isaac Zepel Yeshurun : Ina
- 2001 : Made in Israel d'Ari Folman : Dodo
- 2003 : Ha-Asonot Shel Nina de Savi Gabizon : Galina
- 2003 : Haya O Lo Haya de Lena et Stanislav Chaplin : Hana Rubina
- 2006 : Michtavim Le America de Hanan Peled : Rivka
- 2006 : Love & Dance (Sipur Hatzi-Russi) d'Eitan Anner : Yulia
- 2008 : Adam Resurrected de Paul Schrader : Gretchen Stein
- 2008 : Pinhas de Pini Tavger (court métrage) : Irina
- 2010 : Haiu Leilot de Ron Ninio : Ora Ben shmuel
- 2011 : Invisible (Lo roim alaich) de Michal Aviad : Nira
- 2011 : Dr. Pomerantz d'Assi Dayan : Dr. Nathali Gurevich
- 2012 : L'Attentat (The Attack) de Ziad Doueiri : Kim
- 2014 : Love Letter to Cinema (moyen métrage collectif)
- 2015 : Anna d'Or Sinai (court métrage) : Anna
- 2016 : Une semaine et un jour (Shavua ve Yom) d'Asaph Polonsky : Vicky Spivak
- 2016 : Past Life (Hahataim) d'Avi Nesher : Lusia Milch
- 2017 : Quand la lumière décline (In Zeiten des abnehmenden Lichts) de Matti Geschonneck : Irina Umnitzer
- 2017 : Home Made de Shira Meishar (court métrage) : Helena
- 2017 : Death of a Poetess de Dana Goldberg et Efrat Mishori : Lenny Sadeh
- 2017 : Family de Veronica Kedar : Maman
- 2017 : A Perfect Day for Swimming de Shira Porat (court métrage)
- 2018 : Vierges de Keren Ben Rafael : Irena et Erika
- 2018 : America de Nadav Arbel (court métrage) : Natasha
- 2020 : Parquet d'Alexandre Mindadze : Valencia
- 2023 : The Most Beautiful Day de Shira Meishar (court métrage) : l'infirmière de Yona
- 2025 : Houses (Batim) de Veronica Nicolas Tetelbaum : la mère
- 2025 : Mama d'Or Sinai : Mila

### À la télévision
- 1995 : Sitton (série télévisée), épisode 1 : Alexandra
- 1995 : Bat Yam - New York (série télévisée)
- 1997 : Balash Be-Yerushalayim (série télévisée), 3 épisodes : Svetlana
- 1998 : Alilot David (série télévisée), épisode 6 : Natasha / Sonia
- 2001 : Ulitsy razbitykh fonarey (série télévisée), 2 épisodes
- 2003 : Franco Ve'Spector (série télévisée) : 2 épisodes : Irena
- 2006 : A Touch Away (série télévisée), 8 épisodes : Marina
- 2008 : Parashat ha-shavua (série télévisée), 7 épisodes : Vera
- 2008-2009 : Ha-emet ha'eroma (série télévisée), 13 épisodes : Mika Navot
- 2019 : Kvodo (série télévisée), 8 épisodes : Julia
- 2020 : Killing Eve (série télévisée), saison 3, épisode 5 Are you from Pinner ? : Tatiana
- 2020-2021 : Chazarot (série télévisée), 10 épisodes : Vera
- 2022 : Munich Games de Philipp Kadelbach (mini-série), 5 épisodes : Ahuva Igelski
- 2023 : Sovietzka (série télévisée), 8 épisodes : Ala Goldenberg
- 2025 : Unconditional (série télévisée)

## Distinctions
- Festival international du film de Haïfa 2011 : meilleure actrice pour son rôle dans Lo roim alaich